# ألف غارلاند
ألف غارلاند (بالإنجليزية: Alf Garland)‏ هو ضابط أسترالي، ولد في 19 مارس 1932 في سيدني في أستراليا، وتوفي في 9 مارس 2002.